# Rana jesen (1962.)
Rana jesen, hrvatski dugometražni film iz 1962. godine.